# Cousinia pterocaulos
Cousinia pterocaulos es una especie  de plantas con flores perteneciente a la familia de las asteráceas. Es originaria de Irán.

## Taxonomía
Cousinia pterocaulos fue descrita por (C.A.Mey.) Rech.f. y publicado en Flora Iranica : Flora des Iranischen Hochlandes und der Umrahmenden Gebirge : Persien, Afghanistan, Teile von West-Pakistan, Nord-Iraq, (cont) 90: 95. 1972.
Sinonimia
- Arctium hystrix Kuntze
- Carthamus pterocaulos C.A.Mey.
- Cousinia hystrix C.A.Mey.[3]